# Marc-André Bourdon
Marc-André Bourdon (* 17. September 1989 in Saint-Hyacinthe, Québec) ist ein ehemaliger kanadischer Eishockeyspieler und derzeitiger -trainer sowie -funktionär, der im Verlauf seiner aktiven Karriere zwischen 2006 und 2014 unter anderem 46 Spiele für die Philadelphia Flyers in der National Hockey League auf der Position des Verteidigers bestritten hat, aber hauptsächlich in der American Hockey League zum Einsatz kam. Seit Sommer 2017 ist er Assistenztrainer und Assistenz-General-Manager in Personalunion bei seinem Ex-Team Huskies de Rouyn-Noranda in der Ligue de hockey junior majeur du Québec, für die er im Jugendbereich aktiv war.

## Karriere
Marc-André Bourdon begann seine Karriere als Eishockeyspieler in der kanadischen Juniorenliga Ligue de hockey junior majeur du Québec, in der er von 2006 bis 2009 für die Rouyn-Noranda Huskies und Rimouski Océanic aktiv war. In diesem Zeitraum wurde der Verteidiger im NHL Entry Draft 2008 in der dritten Runde als insgesamt 67. Spieler von den Philadelphia Flyers ausgewählt.
Zur Saison 2009/10 wurde er in den Kader von Philadelphias Farmteam aus der American Hockey League, den Adirondack Phantoms aufgenommen. Im Verlauf der Spielzeit 2011/12 etablierte sich der Kanadier im NHL-Kader der Philadelphia Flyers. Dies sollte seine einzige Spielzeit im Kader Philadelphias in der NHL bleiben. Im Anschluss stand der Verteidiger wieder in der AHL auf dem Eis. Nachdem er aufgrund von Gehirnerschütterungen zwischen 2012 und 2014 lediglich 24 Spiele für die Adirondack Phantoms bestreiten konnte, beendete er im November 2014 im Alter von 25 Jahren offiziell seine Karriere.
Seit Sommer 2017 ist Bourdon Assistenztrainer und Assistenz-General-Manager bei seinem Ex-Team Huskies de Rouyn-Noranda in der Ligue de hockey junior majeur du Québec, für die er im Jugendbereich aktiv war.

## Erfolge und Auszeichnungen
- 2008 Trophée Émile Bouchard
- 2008 LHJMQ First All-Star Team
- 2008 CHL Second All-Star Team
- 2009 LHJMQ First All-Star Team

## Karrierestatistik
(Legende zur Spielerstatistik: Sp oder GP = absolvierte Spiele; T oder G = erzielte Tore; V oder A = erzielte Assists; Pkt oder Pts = erzielte Scorerpunkte; SM oder PIM = erhaltene Strafminuten; +/− = Plus/Minus-Bilanz; PP = erzielte Überzahltore; SH = erzielte Unterzahltore; GW = erzielte Siegtore; 1 Play-downs/Relegation; Kursiv: Statistik nicht vollständig)